# Ptychocheilus lucius
Ptychocheilus lucius es una especie de peces de la familia de los Cyprinidae en el orden de los Cypriniformes.

## Morfología
Los machos pueden llegar alcanzar los 180 cm de longitud total.

## Hábitat
Es un pez de agua dulce.

## Distribución geográfica
Se encuentran en Norteamérica: cuenca del río Colorado a su paso por Wyoming, Colorado, Utah, Nuevo México, Arizona, Nevada y California (EE.UU y México). En la actualidad está prácticamente restringido a Utah y Colorado y esterminado del tramo sur de su área original de distribución por la construcción de grandes presas en los ríos Colorado y Gila.